# Terremoto di Viagrande del 2018
Il terremoto di Viagrande del 2018 fu un sisma di notevole intensità che colpì la Sicilia, in particolare la zona etnea nella città metropolitana di Catania, la notte di mercoledì 26 dicembre 2018, a distanza di due giorni dal centodecimo anniversario dal Terremoto del 1908 nella vicina città di Messina.

## Il sisma
Dal 23 dicembre 2018 l'Etna aveva dato luogo a una fase effusiva molto complessa, ove ceneri e lapilli lambirono zone limitrofe della provincia di Messina e addirittura l'Aeroporto di Catania-Fontanarossa. Ciò aveva provocato l'attivazione di una sequela di scosse sismiche di moderata intensità (tra i 2,9 e i 3,5 sulla scala Richter). Il 24 dicembre una scossa di notevole intensità (4,5) con epicentro Zafferana Etnea, già teatro di un evento sismico nell'ottobre 1984, non fece registrare danni a cose o persone ma servì a mettere in allarme la popolazione.
Alle ore 03:19:14 del 26 dicembre una scossa di terremoto della durata di circa 10-12 secondi con magnitudo momento 5,0 (4,9 su scala Richter) con epicentro a Viagrande colpì i seguenti comuni della zona etnea: Aci Bonaccorsi, Aci Catena, Aci Sant'Antonio, Acireale, Milo, Santa Venerina, Trecastagni, Viagrande e Zafferana Etnea. 
All'evento principale faranno seguito altre scosse di minor intensità, collegate all'attivazione della faglia del vulcano che terminerà la fase eruttiva il 29 dicembre.

## Danni e vittime
La scossa è stata particolarmente avvertita in gran parte della provincia di Catania. Tanta paura e agitazione tra le popolazioni dei comuni che hanno avvertito la scossa, nei quali sono stati segnalati alcuni danni, tra cui diverse lesioni ad alcune abitazioni, la caduta di calcinacci e alcuni crolli tra Santa Venerina, Aci Sant'Antonio e soprattutto a Fleri, frazione di Zafferana Etnea, dove è avvenuto il crollo parziale di una palazzina dalla quale sono state estratte vive due persone. In totale circa 28 persone sono rimaste ferite mentre almeno 1.115 furono gli sfollati.